# Palazzo Volpi Galloppi

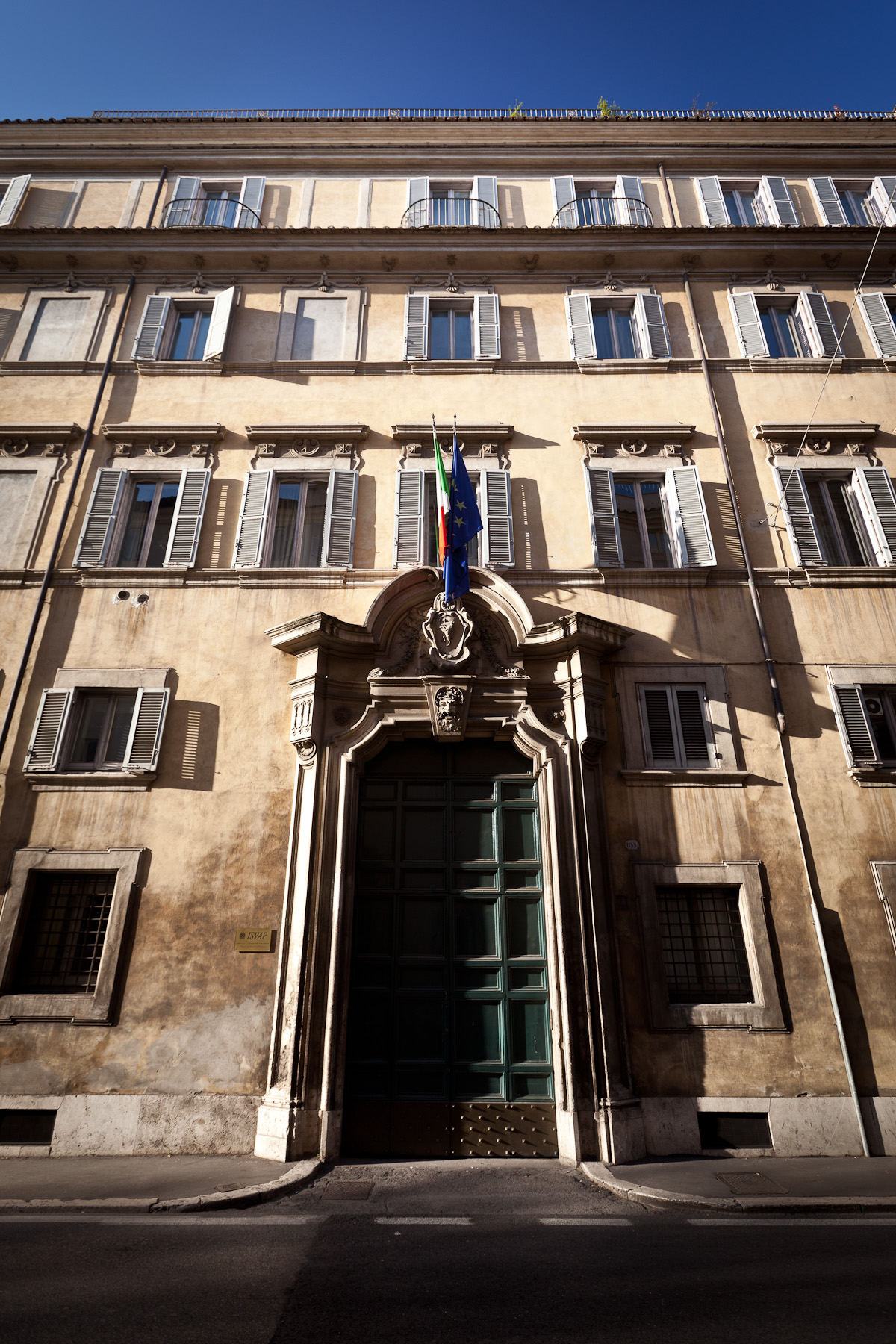
Fachada do palácio na Via del Quirinale

Palazzo Volpi Galloppi ou Palazzo Galloppi é um palácio barroco localizado no famoso cruzamento das Quattro Fontane, na esquina da Via del Quirinale com a Via delle Quattro Fontane, no rione Trevi de Roma. À sua frente está a fonte de Juno.
Atualmente o edifício abriga a sede do Istituto per la Vigilanza Sulle Assicurazioni (IVASS).

## História
No início do século XVIII, o Palazzo Galloppi (um nome reportado no Mapa de Nolli, de 1748), construído por volta de 1665 em frente ao mosteiro de San Carlo, foi bastante modificado por ordem do monsenhor Astolfo Galloppi com a adição de dois novos portais similares aos projetados por Borromini para o mosteiro. No século XIX, Joseph Anton Koch viveu ali até morrer em 1839. Muito mais tarde, ele ficou conhecido também como Palazzo Volpi di Misurata por ter sido comprado em 1939 por Giuseppe Volpi di Misurata, um rico comerciante e diplomata que fez fortuna com o nascente negócio de energia elétrica, que, em 1920, foi nomeado conde de Misurata, uma cidade que atualmente fica na Líbia. Um aristocrata bastante recente, ele acrescentou seu recém-desenhado brasão em um dos portais (uma raposa rompante com um crescente muçulmano e uma estrela).